# Nomada timberlakei
Nomada timberlakei är en biart som beskrevs av Broemeling 1989. Nomada timberlakei ingår i släktet gökbin, och familjen långtungebin. Inga underarter finns listade i Catalogue of Life.